# Yoshikichi Furui
Yoshikichi Furui (japanisch 古井 由吉; Furui Yoshikichi; * 19. November 1937 in Tokio; † 18. Februar 2020 ebenda) war ein japanischer Schriftsteller und Germanist.

## Leben
Furui wurde 1937 in der japanischen Hauptstadt geboren. Er studierte Germanistik an der Universität Tokio mit einer BA Abschlussarbeit zu Franz Kafka und einer MA Arbeit zu Hermann Broch. Er übertrug als Kenner der deutschen Literatur u. a. Hermann Broch und Robert Musil ins Japanische. Als Hochschuldozent für deutsche Sprache lehrte er an der Kanazawa-Universität (1962–1964) und der Rikkyô Universität in Tokio (1965–1970), bevor er mit Anfang Dreißig die schriftstellerische Laufbahn einschlug.

## Auszeichnungen
- 1970: Akutagawa-Preis für Yōko
- 1987: Kawabata Preis[3]
- 1990: Yomiuri-Literaturpreis
- 1997: Mainichi Kunstpreis

Nach seiner letzten Auszeichnung lehnte Furui weitere ab.

## Literarisches Konzept
Zusammen mit den Autoren Kuroi Senji (* 1932) und Ogawa Kunio (1927–2008) zählte er zur sogenannten Generation der Innerlichkeit (naikô no sedai). Die Gruppe wandte sich den seelischen Welten des Individuums zu, was eine Abwehr gegen die Ideologie des Wirtschaftswachstums darstellte, die die offizielle Denkrichtung der Dekaden nach dem Krieg prägte; auch die gesellschaftlich engagierte oder politisch bewusste Literatur entsprach nicht den Vorstellungen der naikô no sedai. Furui widmete sich der Psychoarchäologie; er wollte eine japanische Identität ergründen, die sich aus den Quellen des Vergangenen speiste. Dazu begab er sich auf eine ethno-romantische Reise zu den Tiefenschichten der landeseigenen Kultur. Seine Protagonisten führte der Weg in die Region. Dort verschmolzen für sie Realität und Traum, Jetztzeit und frühere Jahrhunderte.
Der Soziologe Matsuura Yûsuke kommentierte:
„In Furui's works, relationships between contradictory values-such as life / death, health / illness, reason / madness, autonomy / dependency, etc-are quite ambiguous. They never constitute clear-cut dichotomy. These values interpenetrate and their boundaries are blurred. Values coexist, clashing with and melting in each other. The subject who folds these contradictory values within oneself, gets fragile. But Furui dares to tarry with the fragility, because the attempt to overcome it paradoxically brings more serious crisis. The subject chooses to linger on the fragility.“
"In Furuis Werken sind die Beziehungen zwischen widersprüchlichen Werten - wie Leben/Tod, Gesundheit/Krankheit, Vernunft/Wahnsinn, Autonomie/Abhängigkeit usw. - ziemlich zweideutig. Sie stellen niemals eine klare Dichotomie dar. Diese Werte durchdringen sich gegenseitig und ihre Grenzen sind verschwommen. Werte koexistieren nebeneinander, kollidieren miteinander und verschmelzen ineinander. Das Subjekt, das diese widersprüchlichen Werte in sich selbst trägt, wird brüchig. Aber Furui wagt es, bei der Fragilität zu verweilen, denn der Versuch, sie zu überwinden, bringt paradoxerweise eine ernstere Krise mit sich. Das Subjekt entscheidet sich dafür, bei der Zerbrechlichkeit zu verweilen".
(Matsuura 2004)
In seinem Spätwerk, zu dem die Arbeiten Hakuhatsu no uta (1996; Weißhaar-Lieder), Funnô (2002; Zorniger Greis) und Kono michi (2019; Dieser mein Weg) zählen, befasste er sich mit der für ihn prägenden Erfahrung der Kriegs- und Nachkriegsjahre, mit den Lebenswelten seiner Generation, mit dem Thema des Alterns sowie mit Krankheit und Tod. Der Kotoba no kizashi (2012) betitelte Band, der einen Briefaustausch mit dem Schriftsteller Saeki Kazumi (* 1959) enthält, beschäftigte sich mit der Lage des Landes nach der Dreifachkatastrophe vom 11. März 2011.
Furui war ein poeta doctus der alten Schule und galt als anspruchsvoller Autor mit außergewöhnlicher Sprachsensibilität und elaboriertem Stil, dem seine Kollegen großen Respekt entgegenbrachten. Er war lange Zeit, von 1986 bis 2005, Juror im Auswahl-Komitee des renommierten Akutagawa Preises.

## Werke

### Romane und Erzählungen
- Enjin wo kumu onnatachi『円陣を組む女たち』Chûôkôronsha 1970, Erzählungen
- Otokotachi no madoi『男たちの円居（まどい）』Kôdansha 1970, Erzählungen
- Yôko / Tsumagomi『杳子・妻隠（つまごみ）』Kawade shobo shinsha 1971, Erzählungen
- Yukikagure『行隠れ』Kawade shobô shinsha 1972, Roman
- Mizu『水』Kawade shobô shinsha 1973, Erzählungen
- Kushi no hi『櫛の火』Kawade shobô shinsha 1974, Roman
- Hijiri『聖』Shinchôsha 1976, Roman
- Onnatachi no ie『女たちの家』Chûôkôronsha 1977, Roman
- Aihara『哀原（あいはら）』Bungei shunjû 1977, Erzählungen
- Yoru no kaori『夜の香り』Shinchôsha 1978, Erzählungen
- Sumika『栖（すみか）』Heibonsha 1979, Roman
- Mukudori『椋鳥』Chûôkôronsha 1980, Erzählungen
- Oya『親』Heibonsha 1980, Roman
- Sansôfu『山躁賦（さんそうふ）』Shûeisha 1982, Erzählungen
- Asagao『槿（あさがお）』Fukutake shoten 1983, Roman
- Biu『眉雨（びう）』Fukutake shoten 1986, Erzählungen
- Yoru wa ima『夜はいま』Fukutake shoten 1987, Erzählungen
- Kari-Ôjôden shibun『仮往生伝試文』Kawade shobô shinsha 1989、Roman
- Nagai machi no nemuri『長い町の眠り』Fukutake shoten 1989, Erzählungen
- Rakutenki『楽天記』Shinchôsha 1992, Roman
- Yôki na yomawari『陽気な夜まわり』Kôdansha 1994, Erzählungen
- Hakuhatsu no uta『白髪の唄』Shinchôsha 1996, Roman
- Yoake no ie『夜明けの家』Kôdansha 1998, Erzählungen
- Seiji『聖耳（せいじ）』Kôdansha 2000, Erzählungen
- Funnô『忿翁（ふんのう）』Shinchôsha 2002, Roman
- Nogawa『野川』Kôdansha 2004, Roman
- Tsuji『辻』Shinchôsha 2006, Erzählungen
- Shirowada『白暗淵（しろわだ）』Kôdansha 2007, Erzählungen
- Yasuraibana『やすらい花』Shinchôsha 2010, Erzählungen
- Higurashi no koe『蜩の声』Kôdansha 2011, Erzählungen
- Kane no watari『鐘の渡り』Shinchôsha 2014, Erzählungen
- Ame no suso『雨の裾』Kôdansha 2015, Erzählungen
- Yuragu tama no o『ゆらぐ玉の緒』Shinchôsha 2017, Erzählungen
- Kono michi『この道』Kôdansha 2019, Erzählungen